# Mesochorus cingulatus
Mesochorus cingulatus là một loài tò vò trong họ Ichneumonidae.